# ادام تورپ
ادام تورپ (انگلیسی: Adam Thorpe؛ زادهٔ ۵ دسامبر ۱۹۵۶) یک شاعر، نویسنده و مترجم اهل بریتانیا است.